# Kil (Svezia)
Kil è una cittadina (tätort) della Svezia centrale, situata nella contea di Värmland; è il capoluogo amministrativo della municipalità omonima.